# Saint-Geniès (Dordogne)
Pour les articles homonymes, voir Saint-Geniès.
Saint-Geniès est une commune française située dans le département de la Dordogne, en région Nouvelle-Aquitaine.

## Géographie

### Généralités
La commune de Saint-Geniès, traversée par le 45e parallèle nord, est de ce fait située à égale distance du pôle Nord et de l'équateur terrestre (environ 5 000 km).
Dans le quart sud-ouest du département de la Dordogne, en Périgord noir, elle est arrosée par la Chironde et la Grande Beune. C'est une commune rurale qui fait partie de l'aire d'attraction de Sarlat-la-Canéda.
Le bourg de Saint-Geniès, implanté en rive gauche de la Chironde et traversé par les routes départementales (RD) 61 et 64, se situe, en distances orthodromiques, onze kilomètres au sud-est du centre-ville de Montignac-Lascaux et douze kilomètres au nord de celui de Sarlat-la-Canéda.
La principale voie d'accès à la commune reste la RD 704, de direction nord-sud, qui passe 500 mètres à l'ouest du bourg. À l'ouest, la commune est également desservie par la RD 48, qui prolonge la RD 61 vers Tamniès.

### Communes limitrophes
Saint-Geniès est limitrophe de sept autres communes.
|                         | Coly-Saint-Amand         | Archignac         |
| La Chapelle-Aubareil    | Saint-Geniès             | Paulin            |
| Marcillac-Saint-Quentin | Saint-Crépin-et-Carlucet | Salignac-Eyvigues |

### Géologie et relief

#### Géologie
Situé sur la plaque nord du Bassin aquitain et bordé à son extrémité nord-est par une frange du Massif central, le département de la Dordogne présente une grande diversité géologique. Les terrains sont disposés en profondeur en strates régulières, témoins d'une sédimentation sur cette ancienne plate-forme marine. Le département peut ainsi être découpé sur le plan géologique en quatre gradins différenciés selon leur âge géologique. Saint-Geniès est située dans le troisième gradin à partir du nord-est, un plateau formé de calcaires hétérogènes du Crétacé.
Les couches affleurantes sur le territoire communal sont constituées de formations superficielles du Quaternaire datant du Cénozoïque et de roches sédimentaires du Mésozoïque. La formation la plus ancienne, notée c3a, date du Coniacien inférieur, composée de marnes et calcaires argileux grisâtres, calcaires marneux et glauconieux à rhynchonelles, calcaires fins à silex noirs (formation de la Rouquette). La formation la plus récente, notée CFvs, fait partie des formations superficielles de type colluvions carbonatées de vallons secs : sable limoneux à débris calcaires et argile sableuse à débris. Le descriptif de ces couches est détaillé dans  les feuilles « no 784 - Terrasson » et « no 808 - Sarlat-la-Canéda » de la carte géologique au 1/50 000 de la France métropolitaine, et leurs notices associées,.

Carte géologique de Saint-Geniès.

#### Relief et paysages
Le département de la Dordogne se présente comme un vaste plateau incliné du nord-est (491 m, à la forêt de Vieillecour dans le Nontronnais, à Saint-Pierre-de-Frugie) au sud-ouest (2 m à Lamothe-Montravel). L'altitude du territoire communal varie quant à elle entre 148 ou 155 mètres tout au nord de la commune, au nord-est du lieu-dit Vialard, sur la route départementale 64, en limite de Coly-Saint-Amand, et 302 mètres, à l'extrême sud-est, à proximité de la commune de Saint-Crépin-et-Carlucet, au sud-ouest du lieu-dit Combe Tenergue.
Dans le cadre de la Convention européenne du paysage entrée en vigueur en France le 1er juillet 2006, renforcée par la loi du 8 août 2016 pour la reconquête de la biodiversité, de la nature et des paysages, un atlas des paysages de la Dordogne a été élaboré sous maîtrise d’ouvrage de l’État et publié en octobre 2020. Les paysages du département s'organisent en huit unités paysagères,. La commune fait partie du Périgord noir, un paysage vallonné et forestier, qui ne s’ouvre que ponctuellement autour de vallées-couloirs et d’une multitude de clairières de toutes tailles. Il s'étend du nord de la Vézère au sud de la Dordogne (en amont de Lalinde) et est riche d’un patrimoine exceptionnel.
La superficie cadastrale de la commune publiée par l'Insee, qui sert de référence dans toutes les statistiques, est de 33,59 km2,,. La superficie géographique, issue de la BD Topo, composante du Référentiel à grande échelle produit par l'IGN, est quant à elle de 34,67 km2.

### Hydrographie

#### Réseau hydrographique
La commune est située dans le bassin de la Dordogne au sein du Bassin Adour-Garonne. Elle est drainée par la Chironde, le Grande Beune, le ruisseau de Sireyjol, et par divers petits cours d'eau, qui constituent un réseau hydrographique de 25 km de longueur totale,.
La Chironde, d'une longueur totale de 15,41 km, prend sa source dans la commune de Saint-Crépin-et-Carlucet et se jette dans le Coly en rive gauche à Coly-Saint-Amand (territoire de l'ancienne commune de Coly),. Elle traverse la commune du sud au nord sur six kilomètres, dont deux lui servent de limite naturelle face à Archignac.
Son affluent le ruisseau de Sireyjol marque la limite territoriale à l'est et au sud-est sur quatre kilomètres et demi, en trois tronçons, face aux communes de Salignac-Eyvigues, Paulin et Archignac.
La Grande Beune, d'une longueur totale de 22,79 km, prend sa source dans le nord-ouest de la commune et se jette dans la Vézère en rive gauche au sud du bourg des Eyzies. Elle arrose le territoire communal en direction du sud-ouest sur plus de cinq kilomètres.

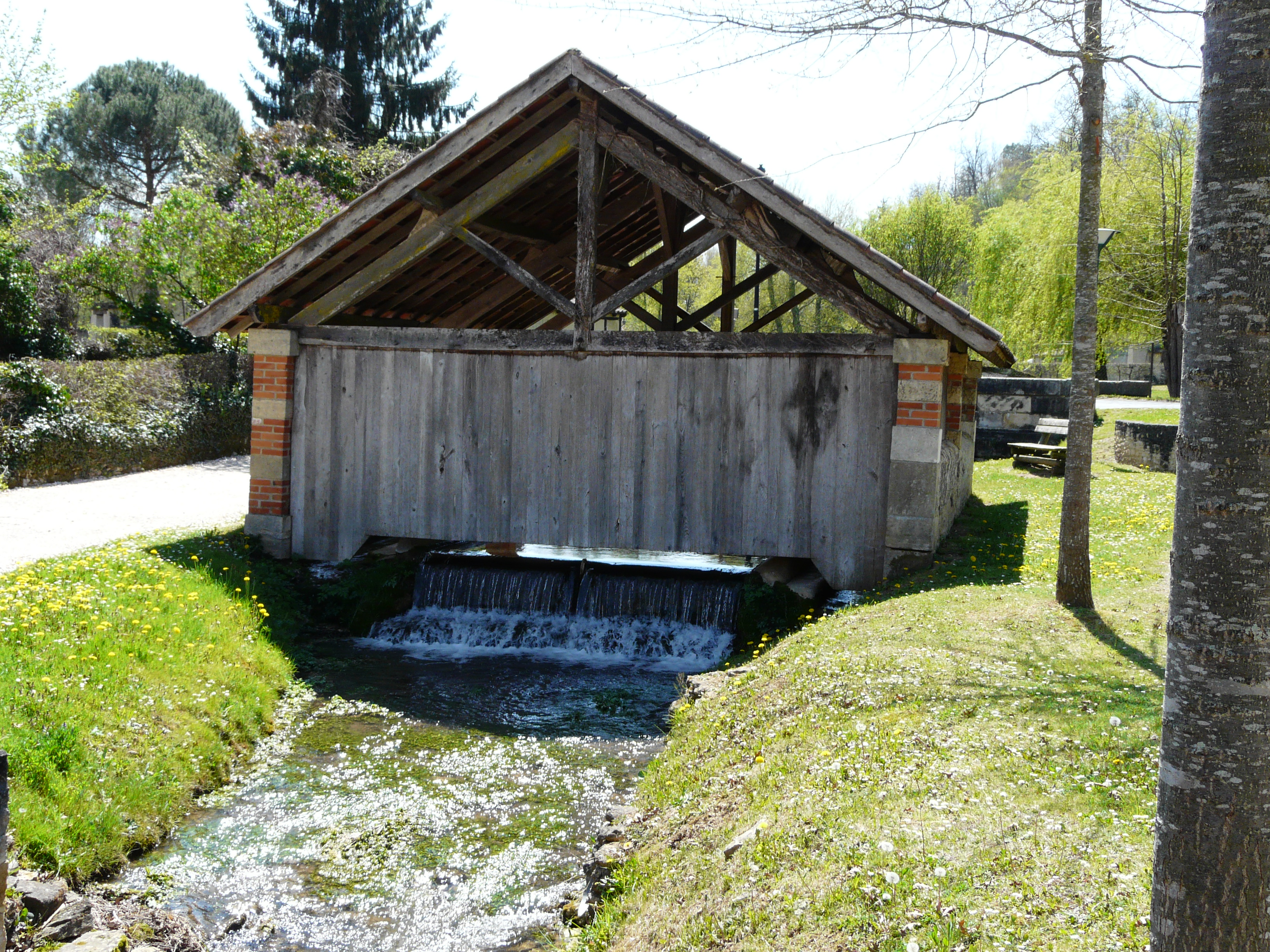
Lavoir sur la Chironde, à l'est du bourg de Saint-Geniès.
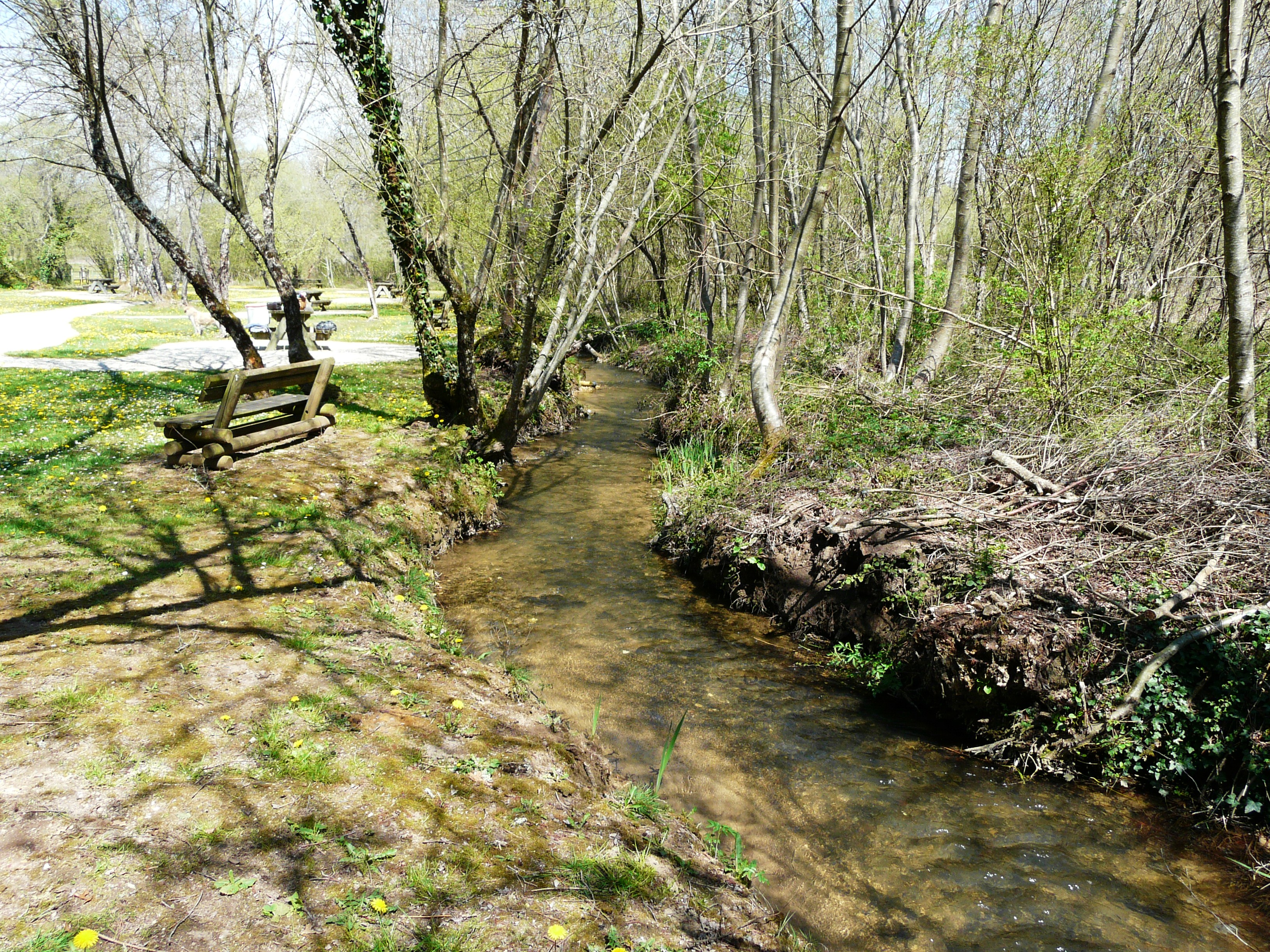
La Chironde en aval du pont de la RD 61.
Réseaux hydrographique et routier de Saint-Geniès.
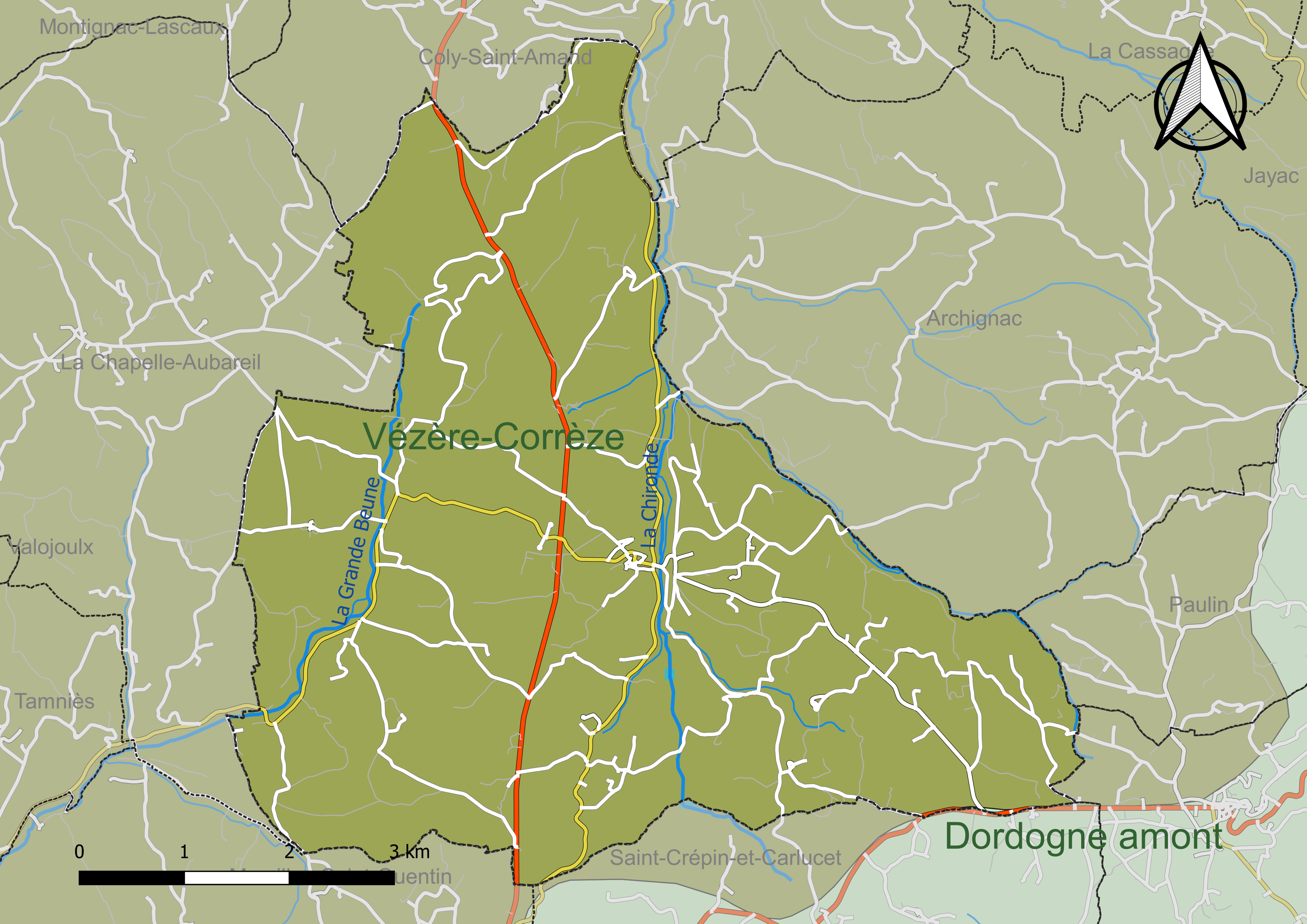
Carte des schémas d'aménagement et de gestion des eaux (SAGE) couvrant le territoire communal de Saint-Geniès.

#### Gestion et qualité des eaux
Le territoire communal est couvert par les schémas d'aménagement et de gestion des eaux (SAGE) « Dordogne amont » et « Vézère-Corrèze ». Le SAGE « Dordogne amont », dont le territoire s'étend des sources de la Dordogne jusqu'à la confluence de la Vézère à Limeuil, d'une superficie de 9 700 km2 est en cours d'élaboration. La structure porteuse de l'élaboration et de la mise en œuvre est l'établissement public territorial de bassin de la Dordogne (EPIDOR). Le SAGE « Vézère-Corrèze », dont le territoire regroupe les bassins versants de la Vézère et de la Corrèze, d'une superficie de 3 730 km2 est en cours d'élaboration. La structure porteuse de l'élaboration et de la mise en œuvre est le conseil départemental de la Corrèze. Ils définissent chacun sur leur territoire les objectifs généraux d’utilisation, de mise en valeur et de protection quantitative et qualitative des ressources en eau superficielle et souterraine, en respect des objectifs de qualité définis dans le troisième SDAGE  du Bassin Adour-Garonne qui couvre la période 2022-2027, approuvé le 10 mars 2022.
La quasi-intégralité du territoire communal dépend du SAGE Vézère-Corrèze. Seule une minuscule portion de moins de deux hectares au sud-est, au sud du lieu-dit Combe Tenergue, en limite de Saint-Crépin-et-Carlucet, est rattachée au SAGE Dordogne amont.
La qualité des eaux de baignade et des cours d’eau peut être consultée sur un site dédié géré par les agences de l’eau et l’Agence française pour la biodiversité.

### Climat
Pour des articles plus généraux, voir Climat de la Nouvelle-Aquitaine et Climat de la Dordogne.
Historiquement, la commune est exposée à un climat océanique aquitain.  
En 2020, Météo-France publie une typologie des climats de la France métropolitaine dans laquelle la commune est exposée à un climat océanique altéré et est dans la région climatique  Ouest et nord-ouest du Massif Central, caractérisée par une pluviométrie annuelle de 900 à 1 500 mm, maximale en automne et en hiver.
Pour la période 1971-2000, la température annuelle moyenne est de 12,3 °C, avec  une amplitude thermique annuelle de 15,1 °C. Le cumul annuel moyen de précipitations est de 922 mm, avec 11,4 jours de précipitations en janvier et 7,2 jours en juillet. Pour la période 1991-2020, la température moyenne annuelle observée sur la station météorologique la plus proche, située sur la commune de Salignac-Eyvigues à 6 km à vol d'oiseau, est de 13,0 °C et le cumul annuel moyen de précipitations est de 907,1 mm,. Pour l'avenir, les paramètres climatiques de la commune estimés pour 2050 selon différents scénarios d’émission de gaz à effet de serre sont consultables sur un site dédié publié par Météo-France en novembre 2022.

## Urbanisme

### Typologie
Au 1er janvier 2024, Saint-Geniès est catégorisée commune rurale à habitat très dispersé, selon la nouvelle grille communale de densité à 7 niveaux définie par l'Insee en 2022.
Elle est située hors unité urbaine. Par ailleurs la commune fait partie de l'aire d'attraction de Sarlat-la-Canéda, dont elle est une commune de la couronne,. Cette aire, qui regroupe 45 communes, est catégorisée dans les aires de moins de 50 000 habitants,.

### Occupation des sols
L'occupation des sols de la commune, telle qu'elle ressort de la base de données européenne d’occupation biophysique des sols Corine Land Cover (CLC), est marquée par l'importance des territoires agricoles (52,9 % en 2018), une proportion sensiblement équivalente à celle de 1990 (52,1 %). La répartition détaillée en 2018 est la suivante : 
forêts (47,1 %), zones agricoles hétérogènes (43 %), prairies (5,2 %), terres arables (4,7 %). L'évolution de l’occupation des sols de la commune et de ses infrastructures peut être observée sur les différentes représentations cartographiques du territoire : la carte de Cassini (XVIIIe siècle), la carte d'état-major (1820-1866) et les cartes ou photos aériennes de l'IGN pour la période actuelle (1950 à aujourd'hui).

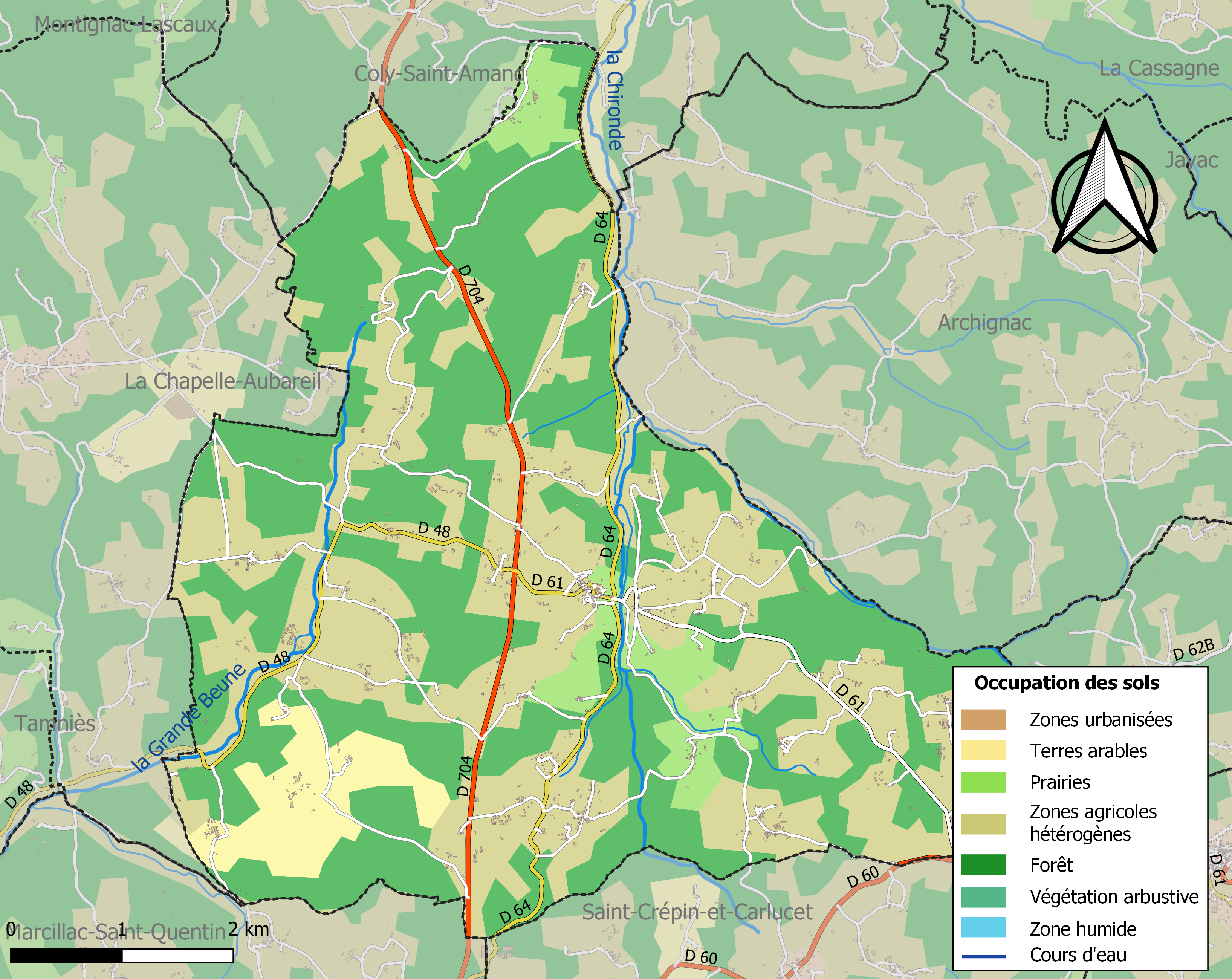
Carte des infrastructures et de l'occupation des sols de la commune en 2018 (CLC).

### Prévention des risques
Le territoire de la commune de Saint-Geniès est vulnérable à différents aléas naturels : météorologiques (tempête, orage, neige, grand froid, canicule ou sécheresse), feux de forêts et séisme (sismicité très faible). Un site publié par le BRGM permet d'évaluer simplement et rapidement les risques d'un bien localisé soit par son adresse soit par le numéro de sa parcelle.
Saint-Geniès est exposée au risque de feu de forêt. L’arrêté préfectoral du 14 mars 2013 fixe les conditions de pratique des incinérations et de brûlage dans un objectif de réduire le risque de départs d’incendie. À ce titre, des périodes sont déterminées : interdiction totale du 15 février au 15 mai et du 15 juin au 15 octobre, utilisation réglementée du 16 mai au 14 juin et du 16 octobre au 14 février. En septembre 2020, un plan inter-départemental de protection des forêts contre les incendies (PidPFCI) a été adopté pour la période 2019-2029,.
La commune a été reconnue en état de catastrophe naturelle au titre des dommages causés par les inondations et coulées de boue survenues en 1982 et 1999, par la sécheresse en 1992, 1995, 1997, 2005 et 2019 et par des mouvements de terrain en 1999.

## Toponymie
Le lieu tire son nom de Sanctus Genesius, nom de plusieurs martyrs.
En occitan, la commune porte le nom de Sent Giniés.

## Histoire
La première mention écrite connue du lieu, Beata Maria de Sancto Genesio en 1178, se réfère à son église.
La seigneurie appartenait aux Gontaut, barons de Badefols. En 1612, Judith de Gontaut-Saint-Geniès épousa Philippes de Montault (branche de Bénac) et lui transmit Badefols et Saint Geniès. Leur fils Philippe II de Montault fut duc de Lavedan, puis de Montault (à la Vallette) et Maréchal de France (1675). Son frère Henry fut créé marquis de Saint Geniès, avec la Chapelle, par lettres d'août 1659, enregistrées à Bordeaux l'année suivante. Il eut deux fils naturels, qu'il fit légitimer.

## Politique et administration

### Rattachements administratifs
La commune de Saint-Geniès a, dès 1790, été rattachée au canton de la Cassagne qui dépendait du district de Montignac jusqu'en 1795, date de suppression des districts. Lorsque ce canton est supprimé par la loi du 8 pluviôse an IX (28 janvier 1801)  portant sur la « réduction du nombre de justices de paix », la commune est rattachée au canton de Salignac (devenu canton de Salignac-Eyvignes en 1965, puis renommé en canton de Salignac-Eyvigues en 2001), dépendant de l'arrondissement de Sarlat (devenu l'arrondissement de Sarlat-la-Canéda en 1965).

### Intercommunalité
Fin 1998, Saint-Geniès intègre dès sa création la communauté de communes du Salignacois. Celle-ci est dissoute au 31 décembre 2013 et remplacée au 1er janvier 2014 par la communauté de communes du Pays de Fénelon.

### Administration municipale
La population de la commune étant comprise entre 500 et 1 499 habitants au recensement de 2017, quinze conseillers municipaux ont été élus en 2020,.

### Liste des maires

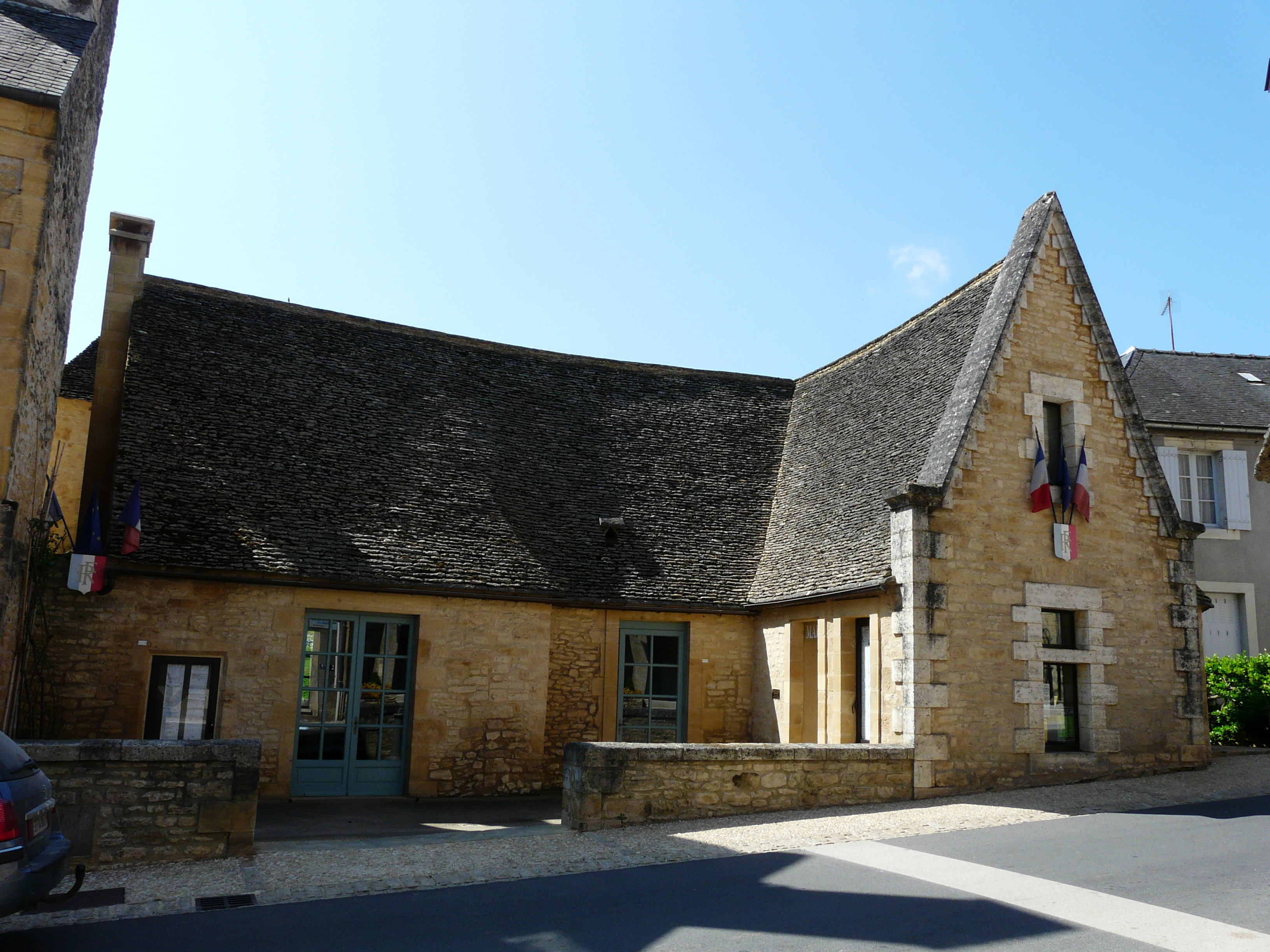
La mairie de Saint-Geniès.

| Période                                  | Période   | Identité            | Étiquette   | Qualité |
| ---------------------------------------- | --------- | ------------------- | ----------- | --- |
| Les données manquantes sont à compléter. |           |                     |             | |
|                                          |           |                     |             | |
| avant 1988                               | ?         | Gilbert Fournier    |             | |
|                                          |           |                     |             | |
| 1995                                     | mars 2008 | Anne-Marie Bousquet |             | |
| mars 2008 (réélu en mai 2020)            | En cours  | Michel Lajugie      | SE puis PCF | Agriculteur Conseiller général du canton de Salignac-Eyvigues (2011-2015) Conseiller départemental du canton de Terrasson-Lavilledieu (depuis 2015) |

### Jumelages

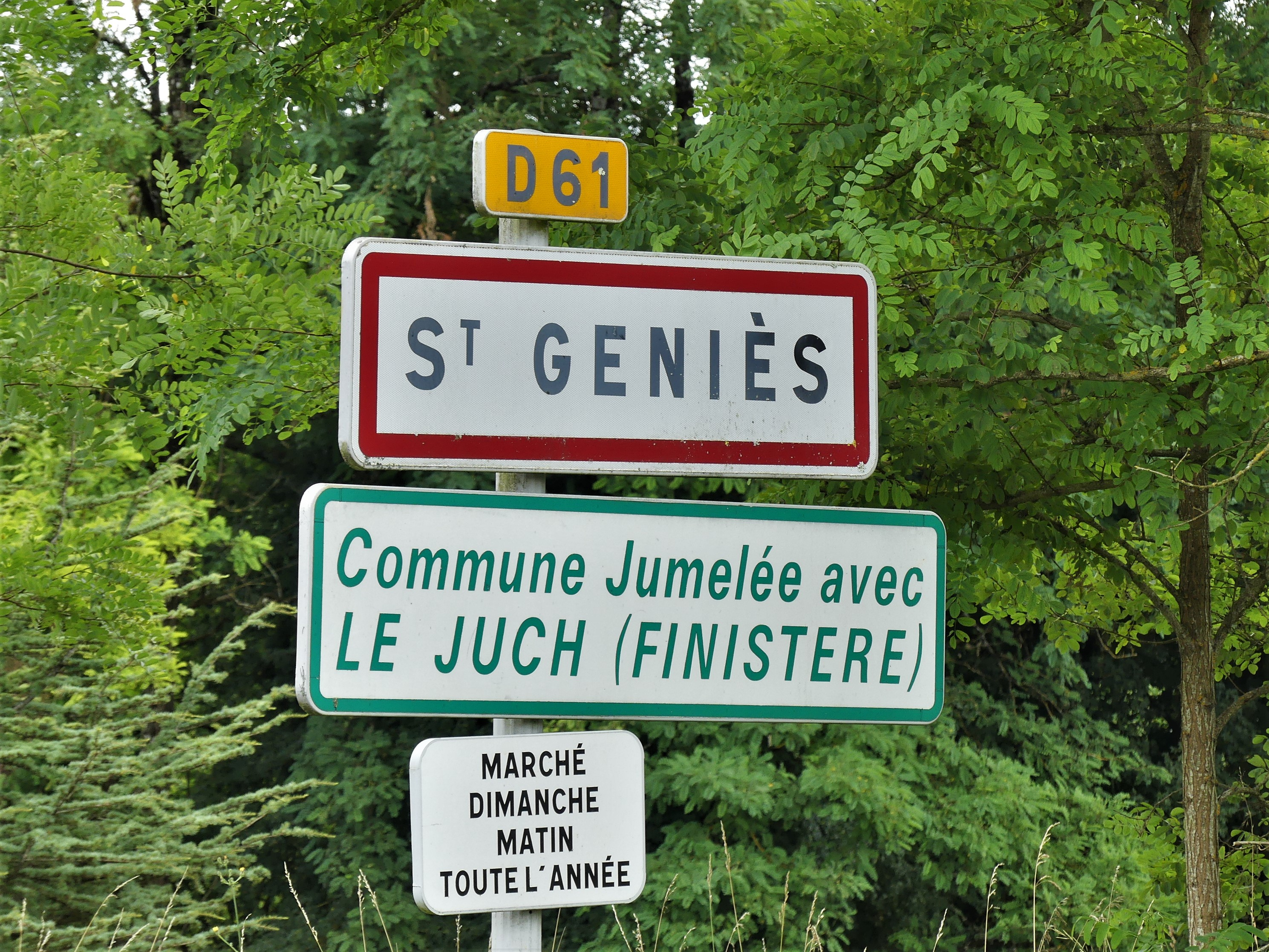
Panneau de jumelage.

Le Juch (France) depuis 1997

## Équipements et services publics

### Justice
En 2023, dans le domaine judiciaire, Saint-Geniès relève : 
- du tribunal de proximité de Sarlat-la-Canéda ;
- du tribunal judiciaire, du tribunal pour enfants, du conseil de prud'hommes et du tribunal de commerce de Bergerac ;
- du pôle Nationalité du tribunal judiciaire de Périgueux (compétent uniquement dans le domaine de la nationalité) ;
- de la cour d'appel et de la  cour administrative d'appel de Bordeaux.

## Population et société

### Démographie
L'évolution du nombre d'habitants est connue à travers les recensements de la population effectués dans la commune depuis 1793. Pour les communes de moins de 10 000 habitants, une enquête de recensement portant sur toute la population est réalisée tous les cinq ans, les populations de référence des années intermédiaires étant quant à elles estimées par interpolation ou extrapolation. Pour la commune, le premier recensement exhaustif entrant dans le cadre du nouveau dispositif a été réalisé en 2004.

En 2022, la commune comptait 893 habitants, en évolution de −5,7 % par rapport à 2016 (Dordogne : +0,37 %, France hors Mayotte : +2,11 %).
| 1793  | 1800  | 1806  | 1821  | 1831  | 1836  | 1841  | 1846  | 1851  |
| ----- | ----- | ----- | ----- | ----- | ----- | ----- | ----- | ----- |
| 1 300 | 1 200 | 1 259 | 1 303 | 1 457 | 1 550 | 1 327 | 1 571 | 1 561 |

| 1856  | 1861  | 1866  | 1872  | 1876  | 1881  | 1886  | 1891  | 1896  |
| ----- | ----- | ----- | ----- | ----- | ----- | ----- | ----- | ----- |
| 1 556 | 1 584 | 1 466 | 1 400 | 1 418 | 1 406 | 1 449 | 1 360 | 1 412 |

| 1901  | 1906  | 1911  | 1921  | 1926 | 1931 | 1936 | 1946 | 1954 |
| ----- | ----- | ----- | ----- | ---- | ---- | ---- | ---- | ---- |
| 1 188 | 1 147 | 1 135 | 1 002 | 993  | 919  | 917  | 881  | 826  |

| 1962 | 1968 | 1975 | 1982 | 1990 | 1999 | 2004 | 2006 | 2009 |
| ---- | ---- | ---- | ---- | ---- | ---- | ---- | ---- | ---- |
| 812  | 765  | 731  | 702  | 735  | 815  | 961  | 971  | 941  |

| 2014 | 2019 | 2022 | - | - | - | - | - | - |
| ---- | ---- | ---- | - | - | - | - | - | - |
| 940  | 914  | 893  | - | - | - | - | - | - |

### Manifestations culturelles et festivités
- Fête de la saucisse sur trois ou quatre jours, en août (16e édition en 2025)[53].

## Économie

### Emploi
En 2015, parmi la population communale comprise entre 15 et 64 ans, les actifs représentent 443 personnes, soit 46,8 % de la population municipale. Le nombre de chômeurs (57) a augmenté par rapport à 2010 (41) et le taux de chômage de cette population active s'établit à 12,8 %.

### Établissements
Au 31 décembre 2015, la commune compte 146 établissements, dont 85 au niveau des commerces, transports ou services, 31 dans l'agriculture, la sylviculture ou la pêche, dix-sept dans la construction, huit dans l'industrie, et cinq relatifs au secteur administratif, à l'enseignement, à la santé ou à l'action sociale.

### Entreprises
Dans le secteur du BTP, parmi les entreprises dont le siège social est en Dordogne, la SARL ATSE Bordes (travaux d'installation d'équipements thermiques et de climatisation), implantée à Saint-Geniès, se classe en 19e position quant au chiffre d'affaires hors taxes en 2015-2016, avec 4 980 k€.

## Culture locale et patrimoine

### Lieux et monuments
Sur un espace limité, le village de Saint-Geniès présente un bel ensemble architectural, avec quatre monuments protégés au titre des monuments historiques et ses toits recouverts de lauzes.

#### Vieux château de Saint-Geniès

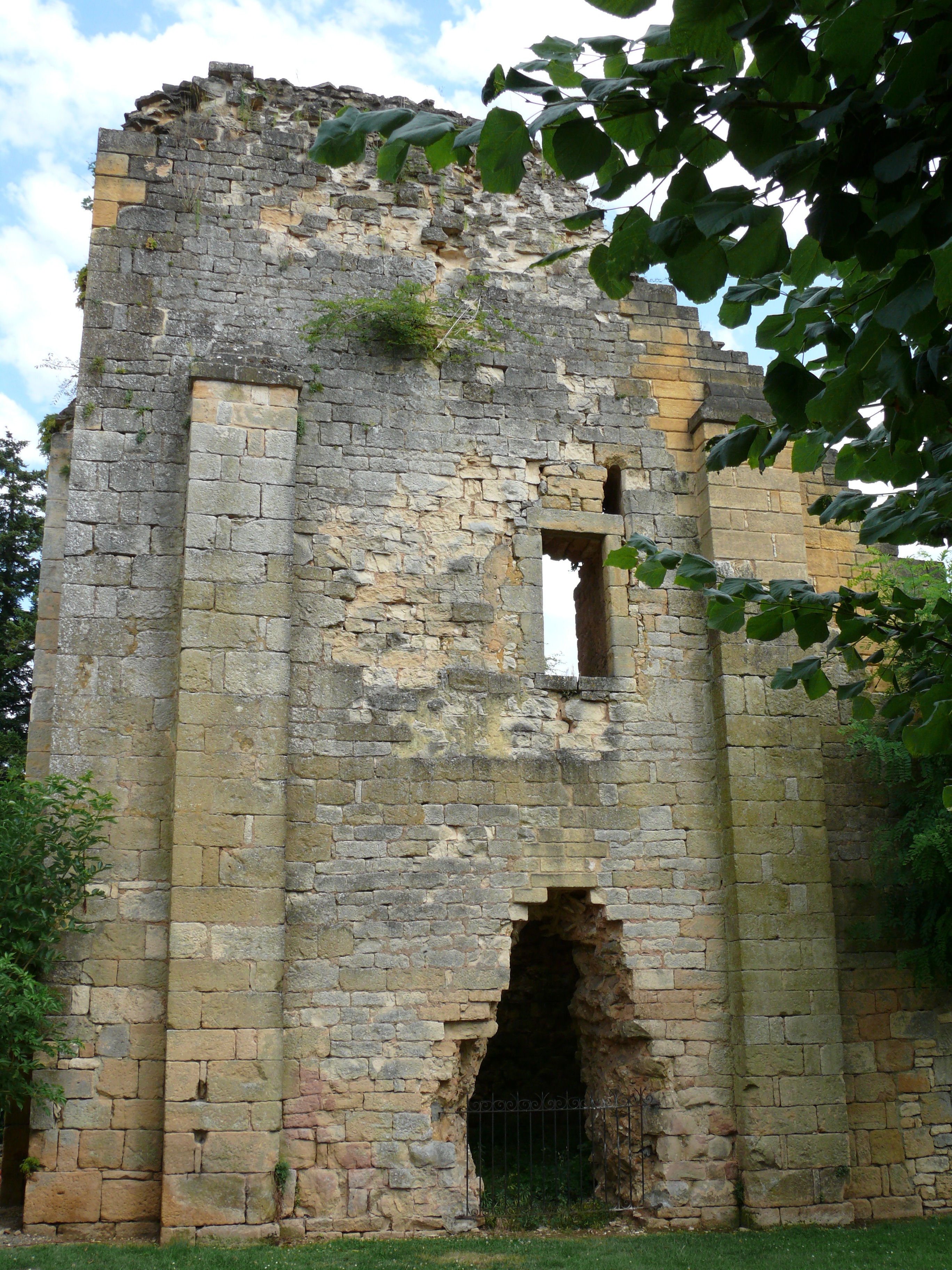
Vestige du vieux château.

Remontant au XIIe siècle, il ne subsiste, en bordure est du village, qu'un donjon en ruines du vieux château ravagé lors des guerres de Religion. Il est inscrit aux monuments historiques depuis 1925.

#### Château de Saint-Geniès

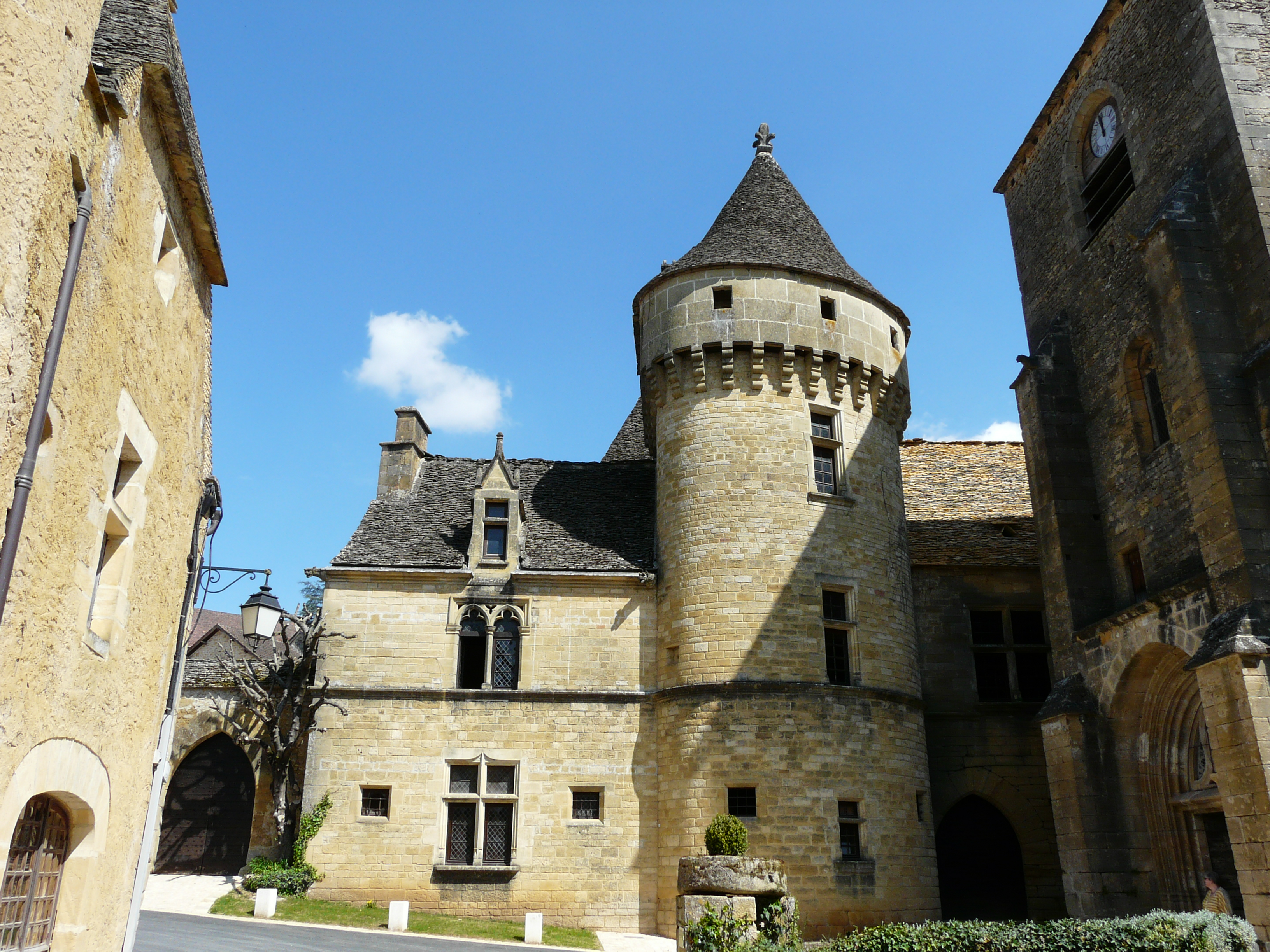
Le château et le clocher-porche de l'église.

L'ancien château étant détruit, les seigneurs de Saint-Geniès (famille de Gontaut) font, sur la base d'édifices remontant au XIIIe siècle, bâtir au XVIe siècle un nouveau château, en forme de U. Au XVIIe siècle, une tour carrée contenant un escalier à vis est ajoutée. La tour ovale du XVIe siècle est rehaussée en 1912 pour y adjoindre un chemin de ronde et des mâchicoulis.
Le château, couvert de lauzes, est classé monument historique en 1976. La façade orientale a été aménagée en restaurant.

#### Église Notre-Dame-de-l'Assomption

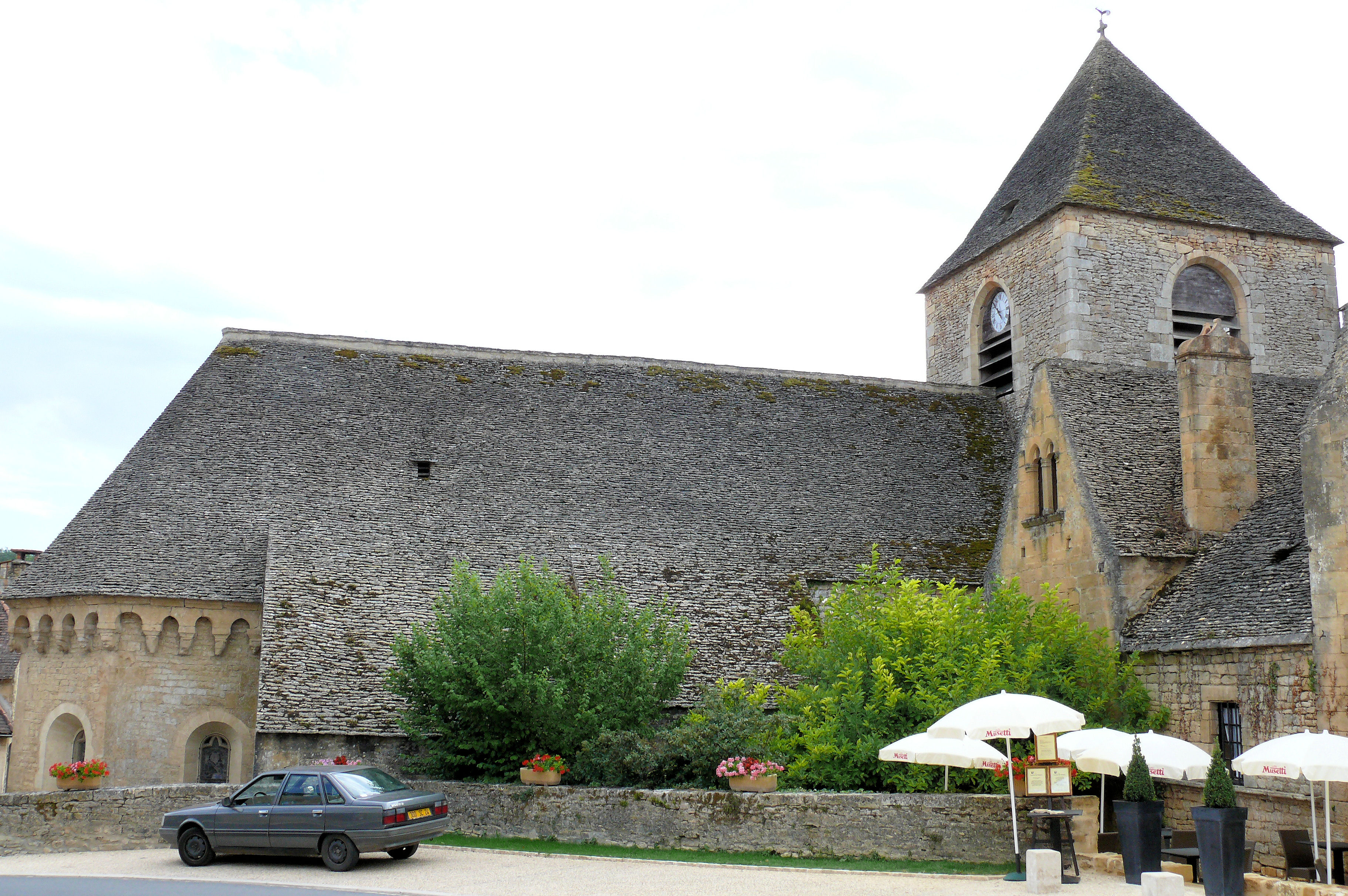
L'église Notre-Dame-de-l'Assomption.

Des XIIe et XVe siècles, classée, l'église Notre-Dame-de-l'Assomption également couverte de lauzes comprend deux parties : le chœur et la nef ont été construits probablement au XIIe siècle, avec des ajouts de chapelles à la fin du XIIIe siècle et au XVe siècle. Le chœur est de plan polygonal à l'extérieur et semi-circulaire à l'intérieur et voûté en cul-de-four. Il est précédé d'une travée droite voûtée en berceau, avec une chapelle au nord.
La nef se compose de deux travées voûtées d'ogives aujourd'hui sur laquelle s'ouvrent quatre chapelles.
- L'église apparaît dans des documents en 1168. Elle est déjà dédiée à la Bienheureuse Vierge Marie. Elle dépend alors de l'abbaye de Saint-Amand-de-Coly.
- En 1283, elle a deux desservants, la cure dépendait de l'évêque et l'abbé de Saint-Amand-de-Coly.
- Au XVe siècle la seigneurie est entrée dans la famille de Gontaut quand Richard de Gontaut, capitaine de Montignac pour le roi Charles VI, épouse l'héritière des Salignac. Les Gontaut partagent la seigneurie avec la famille Lassalle. Il existe aussi sur le territoire de la paroisse la seigneurie de Pelvezy.
- La chapelle au nord de la première travée de la nef porte à la clé de voûte l'écu des Carbonnières qui sont seigneurs de Pelvezy depuis le mariage de Jeanne de Salignac avec Jean de Carbonnières en 1424.
- La chapelle nord de la seconde travée de la nef avait une ouverture permettant l'accès depuis le château.
- À la fin du XVe siècle, construction du clocher-porche.
- En 1570, Jean de Gontaud déclare dans son testament vouloir être enterré dans l'église de Saint-Geniès.
- En 1772,le prieuré et la cure sont réunis.

#### Chapelle du Cheylat
À environ 70 mètres à l'est des vestiges du donjon du vieux château, la chapelle du Cheylat (ou du Cheylard), édifice religieux d'un cimetière qui n'existe plus, est classée depuis 1899. Elle a été fondée en 1331. À l'intérieur, de nombreuses peintures du XIVe siècle représentent la vie du Christ et des saints.

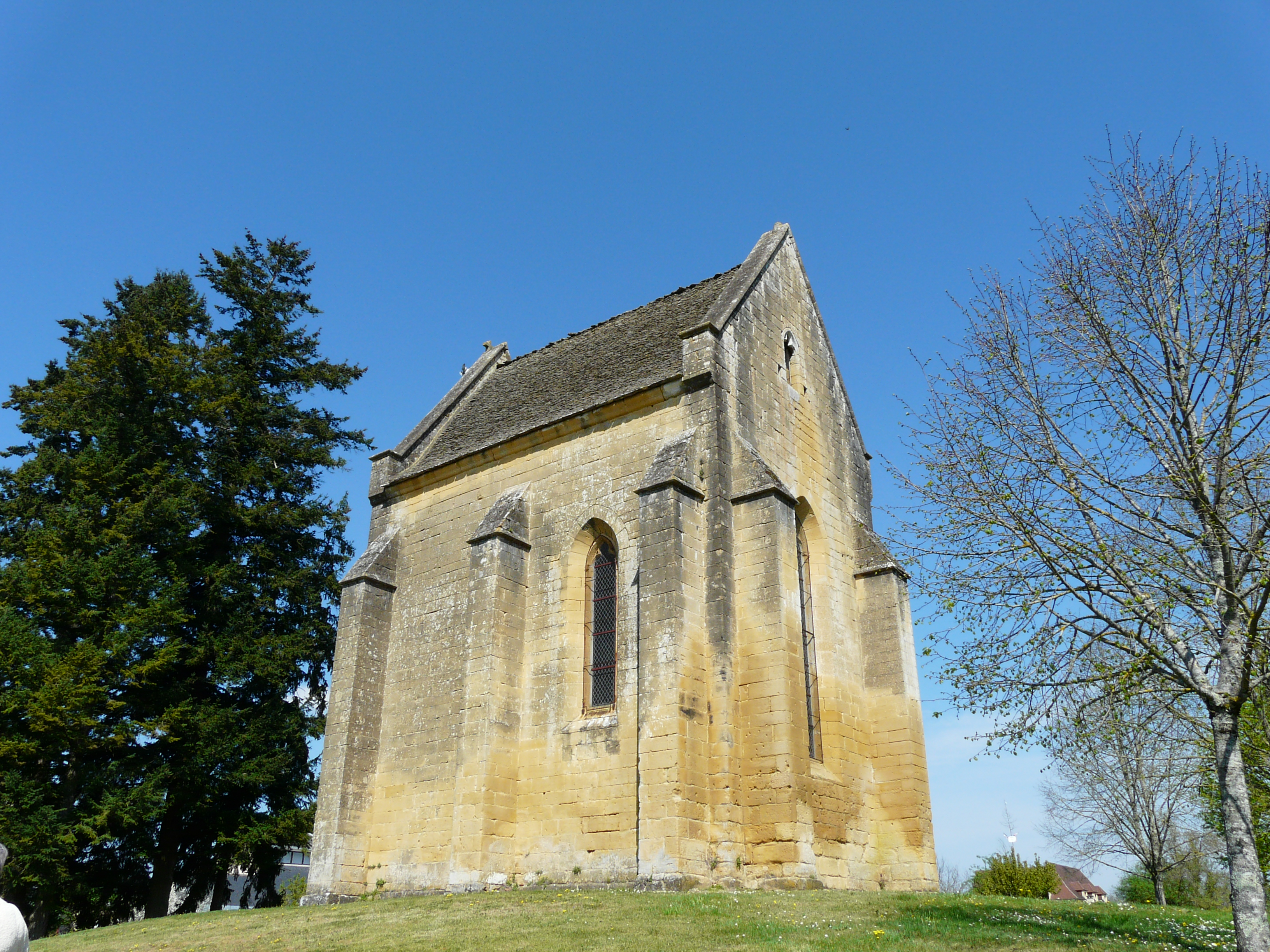
La chapelle du Cheylat.
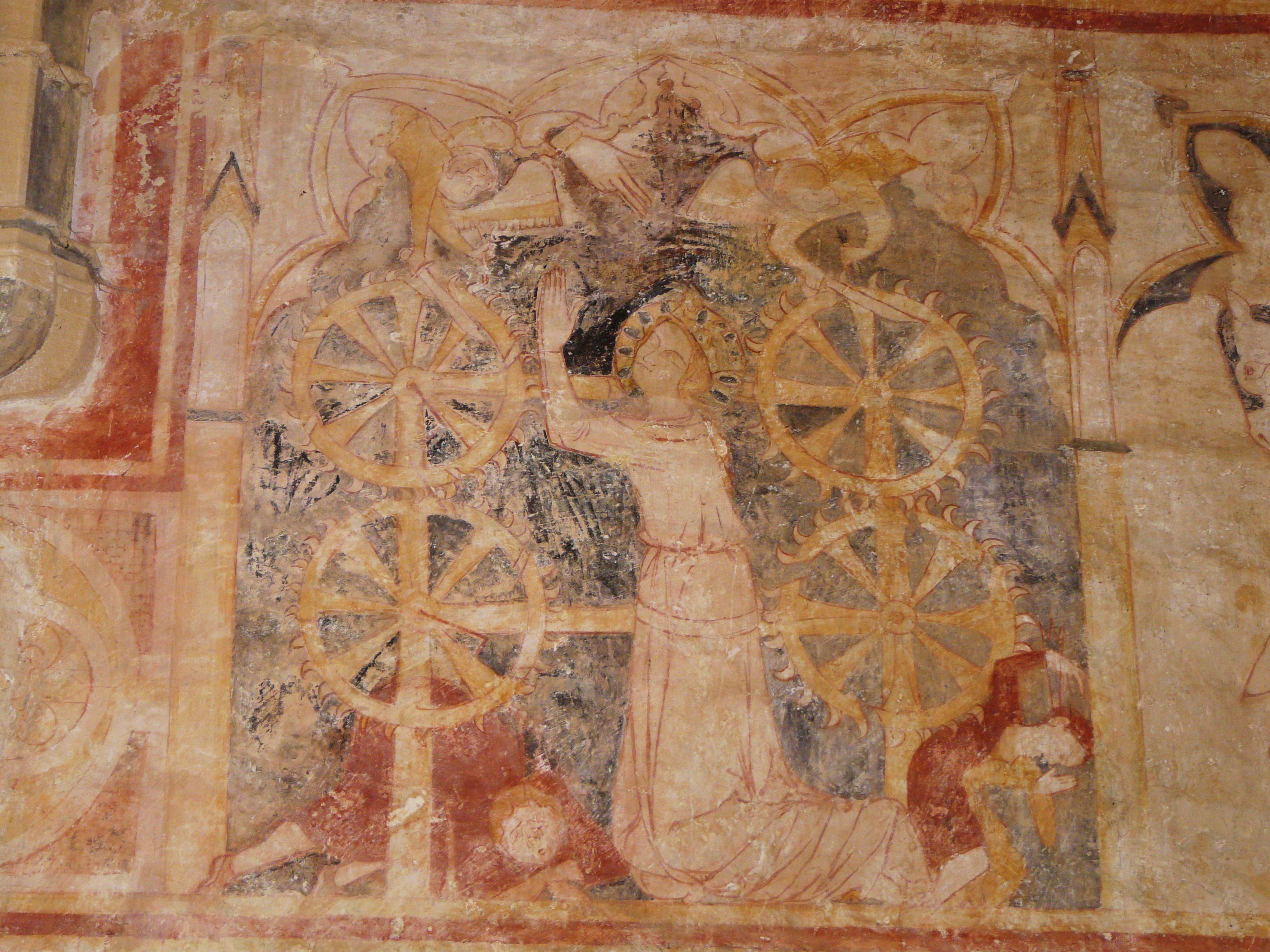
Le martyre de sainte Catherine d'Alexandrie, fresque de la chapelle du Cheylat.

#### Château et chapelle de Pelvézy
Deux kilomètres à l'ouest-sud-ouest du village, le château de Pelvézy accueille un centre de vacances. Il a conservé une chapelle du XVIIe siècle.

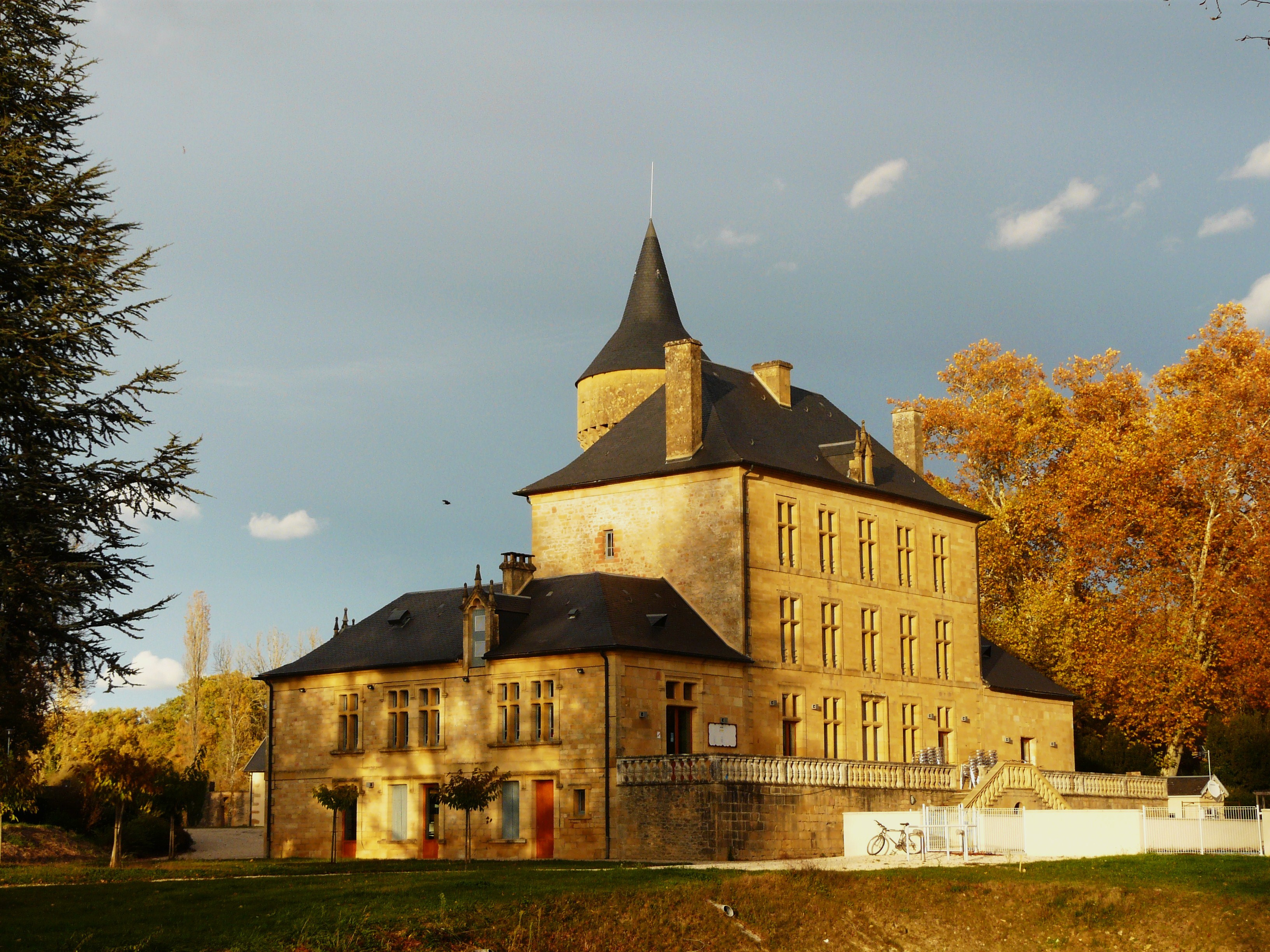
Le château de Pelvézy.
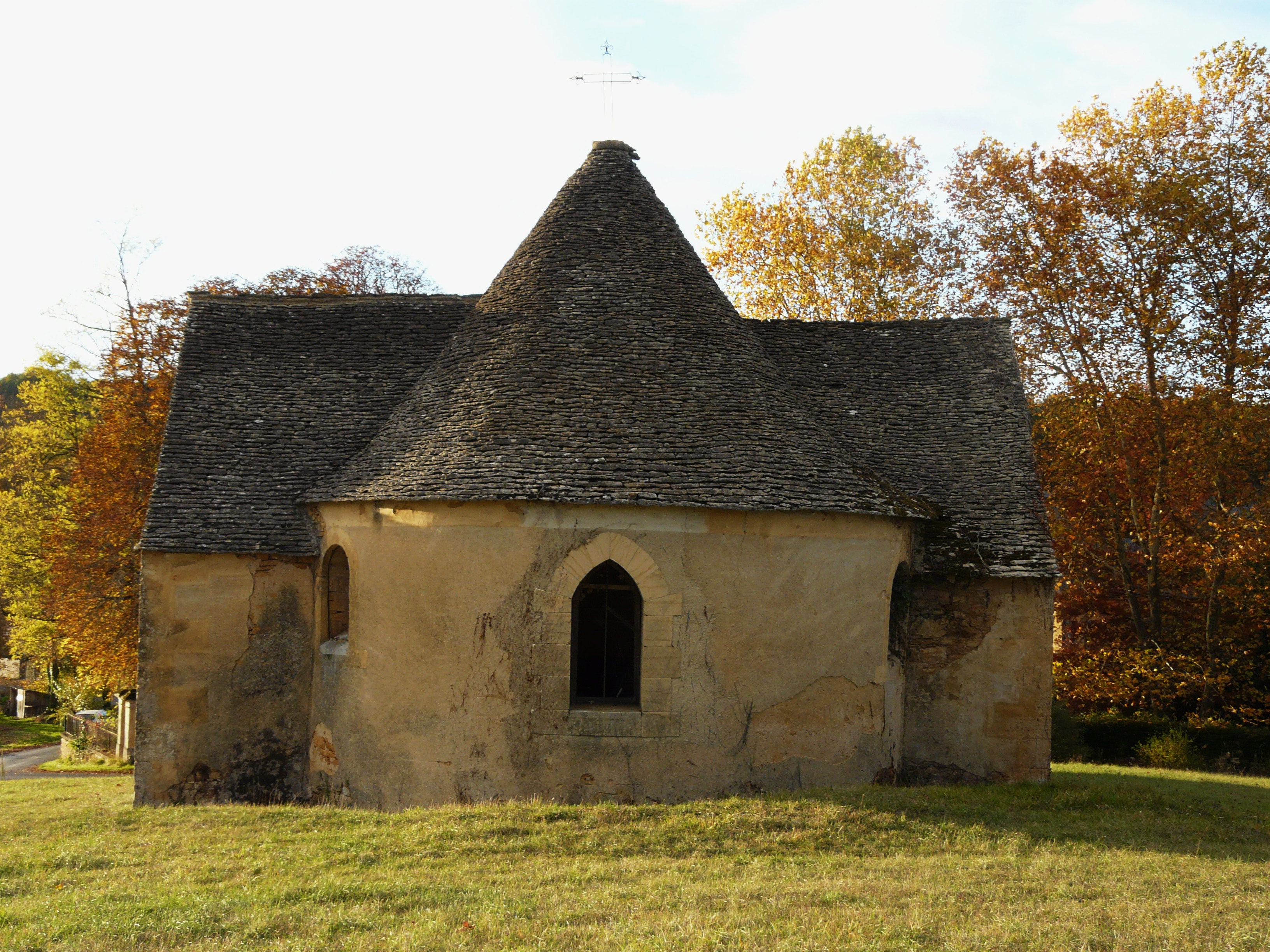
Le chevet de la chapelle de Pelvézy.

### Association
L’association pour la sauvegarde du patrimoine de Saint-Geniès, ASPSG, créée en 2011, a pour but de contribuer à la sauvegarde du patrimoine de la commune, à la connaissance historique et à la conservation et l’animation culturelle des sites.

### Héraldique
| Blason de Saint-Geniès | Blason  | Écartelé : au 1er d'azur au lion d'or, au 2e contre-écartelé d'or et de gueules, au 3e de sinople à trois écureuils assis d'or, au 4e d'azur à trois cotices d'or. |
| Blason de Saint-Geniès | Détails | Le second quartier représente les armes de la famille de Gontaut qui possédait la seigneurie de Saint-Geniès. Le statut officiel du blason reste à déterminer.     |

## Pour approfondir